# Кельнський діалект
Кельнський діалект (нім. Kölsch) — міський діалект Кельна і його околиць. Належить до ріпуарських діалектів середньонімецької групи. Носії діалекту часто в розмовній мові використовують рейнландський регіолект чи літературну верхньонімецьку норму як письмову мову.